# 댄싱하이
《댄싱하이》는 2018년 9월 7일부터 2018년 10월 26일까지 8부작으로 방송한 KBS 2TV의 댄스배틀 오디션 프로그램이다. 저스트 절크 팀이 최종 우승을 차지했다.

## 방송 시간
| 방송 채널 | 방송 기간                         | 방송 시간 | 방송 시간                            | 비고      |
| KBS 2TV   |                                   |           |                                      |           |
| --------- | --------------------------------- | --------- | ------------------------------------ | --------- |
| KBS 2TV   | 2018년 9월 7일 ~ 2018년 10월 26일 | 1부       | 매주 금요일 밤 11시 10분 ~ 11시 55분 | 분리 편성 |
| KBS 2TV   | 2018년 9월 7일 ~ 2018년 10월 26일 | 2부       | 매주 금요일 밤 11시 55분 ~ 12시 40분 | 분리 편성 |

## 출연진
- 정형돈 (개그맨, MC)
- 이기광 (하이라이트) 팀

| 순번 | 이름   |
| ---- | ------ |
| 1    | 오승민 |
| 2    | 문승식 |
| 3    | 김규리 |
| 4    | 김수현 |
| 5    | 이유림 |
| 6    | 황용연 |
| 7    | 송하정 |

- 호야 팀

| 순번 | 이름   |
| ---- | ------ |
| 1    | 이은민 |
| 2    | 지성   |
| 3    | 이현우 |
| 4    | 장윤준 |
| 5    | 김동현 |
| 6    | 정세현 |
| 7    | 박준희 |

- 이승훈 (위너) 팀

| 순번 | 이름   |
| ---- | ------ |
| 1    | 오동교 |
| 2    | 송찬이 |
| 3    | 임다빈 |
| 4    | 서지완 |
| 5    | 장수현 |
| 6    | 예주희 |
| 7    | 김보현 |

- 리아킴 팀

| 순번 | 이름   |
| ---- | ------ |
| 1    | 김민혁 |
| 2    | 송예림 |
| 3    | 김예리 |
| 4    | 이규진 |
| 5    | 이수정 |
| 6    | 김태우 |
| 7    | 홍승연 |

- 저스트절크 (Just Jerk) 팀

| 순번 | 이름            |
| ---- | --------------- |
| 1    | 박시현          |
| 2    | 김태건          |
| 3    | 김민재 (비보잉) |
| 4    | 김민재 (코레오) |
| 5    | 김민정          |
| 6    | 황준서          |
| 7    | 김진욱          |

- 참가자는 팀 선택을 받은 경우만 표시.
- 빨간색으로 색칠된 참가자는 중도 탈락자.

## 시청률
| 회차 | 방송일           | AGB 시청률     |
| 회차 | 방송일           | 대한민국(전국) |
| ---- | ---------------- | -------------- |
| 1    | 2018년 9월 7일   | 2.1%           |
| 1    | 2018년 9월 7일   | 2.1%           |
| 2    | 2018년 9월 14일  | 1.8%           |
| 2    | 2018년 9월 14일  | 1.6%           |
| 3    | 2018년 9월 21일  | 1.4%           |
| 3    | 2018년 9월 21일  | 1.0%           |
| 4    | 2018년 9월 28일  | 1.2%           |
| 4    | 2018년 9월 28일  | 1.1%           |
| 5    | 2018년 10월 5일  | 1.2%           |
| 5    | 2018년 10월 5일  | 1.5%           |
| 6    | 2018년 10월 12일 | 1.3%           |
| 6    | 2018년 10월 12일 | 1.4%           |
| 7    | 2018년 10월 19일 | 2.4%           |
| 7    | 2018년 10월 19일 | 2.0%           |
| 8    | 2018년 10월 26일 | 1.4%           |
| 8    | 2018년 10월 26일 | 1.5%           |

## 이모저모
- K팝스타 2 및 PRODUCE 101에 참가한 경력이 있는 김민정이 나서서 오랜만에 시청자들을 찾았다. PRODUCE 101을 마감한 후 근황을 드러내지 않았던 김민정은 예선에서 TOP10에 들지 못했지만 저스트 절크의 지명을 받아 팀에 합류하여 우승을 차지했으며, 오랫동안 개인연습생으로 활동해 오다가 종영 후 블랙아이드필승의 하이업 엔터테인먼트에 입사했다. 김민정은 프로그램 내내 PRODUCE 101에 대해 전혀 언급하지 않았으나, 특별 심사위원으로 김청하가 한 번 나오면서 PRODUCE 101 이후 2년 만에 재회하는 진풍경을 보였다.
- 아이돌 리부팅 프로젝트 더 유닛 유일의 연습생 부트평가 합격자인 큐브 연습생 이주현이 댄싱하이에 나서며 7개월 만에 KBS 프로그램에 복귀했다. 그러나 이주현은 예선 TOP10에 들지 못한 데다가, 각 심사위원들로부터 지명을 받지 못해 김민정 등에 밀려 예선 탈락의 수모를 당했다. 이에 따라 이주현은 한초원의 PRODUCE 48 패전을 만회하는 데 실패했다.